# Scaptodrosophila finnigana
Scaptodrosophila finnigana är en tvåvingeart som först beskrevs av Bock 1984.  Scaptodrosophila finnigana ingår i släktet Scaptodrosophila och familjen daggflugor. Inga underarter finns listade i Catalogue of Life.